# Žarnovica
Žarnovica (in ungherese Zsarnóca, in tedesco Scharnowitz, in latino Zarnovia) è una città della Slovacchia, capoluogo del distretto omonimo, nella regione di Banská Bystrica.